# 下美因橋
下美因橋（德語：Untermainbrücke）是位於德國城市法蘭克福的一座橋樑，是法蘭克福最繁忙的公路橋。現在的下美因橋修建於1989年至1990年。

## 外部連結
- Structurae数据库中下美因橋的数据

- .   [2014-05-07]. （原始内容存档于2013-04-13）.

```
（
页面存档备份
，存于
）
```